# Denis Abyšev
Denis Petrovič Abyšev (in russo Денис Петрович Абышев?; Tjumen', 9 ottobre 1978) è un allenatore di calcio a 5 ed ex giocatore di calcio a 5 russo.

## Carriera
Dopo gli inizi nel Kojl, con cui debuttò nella Vysšaja Liga, Abyšev trascorse il resto della carriera nel Tjumen', con cui giocò per 15 anni. A livello di nazionale, Abyšev ha partecipato con la nazionale russa a tre campionati europei, vincendo la medaglia d'argento nell'edizione 2005.